# Tadeusz Górski (1901–1946)
Tadeusz Górski (ur. 18 lipca 1901, zm. 1 stycznia 1946) – polski przedsiębiorca uhonorowany medalem Sprawiedliwy wśród Narodów Świata.

## Życiorys
Podczas II wojny światowej Tadeusz Górski wraz z żoną Janiną ukrywali od 1942 roku w swoim domu we Lwowie dwuletnią Żydówkę Alinę Roth (obecnie Wasilewska-Kucińska) oraz jej babcię. Rodzice Aliny: Edward (ur. 1905 we Lwowie), inżynier, i Betyna z Eisensteinów (ur. 1910 w Drohobyczu), zostali zamordowani w 1941. Tadeusz zmarł we Lwowie. Po zakończeniu wojny Alina Roth była wychowywana przez rodzinę Janiny.
15 listopada 2007 roku Tadeusz i Janina Górscy zostali pośmiertnie uhonorowani medalem Sprawiedliwy wśród Narodów Świata przyznawanym przez Instytut Jad Waszem. Podczas uroczystości w Sosnowcu z rąk Yossefa Levy'ego, wiceambasadora Izraela medal odebrała Katarzyna Małachowska, wnuczka odznaczonego.
Tadeusz Górski ze związku z Janiną miał córkę Ewę (1930–1980) po mężu Nowak.